# This Ain’t Modern Family XXX
This Ain’t Modern Family XXX ist eine Porno-Parodie aus dem Jahr 2015 über die Fernsehserie Modern Family. Der Film ist dabei wie eine Folge der Serie mit sexueller Handlung aufgebaut.

## Produktion und Veröffentlichung
Der Film wurde von Hustler Video produziert und vertrieben. Regie führte Andre Madness. Er schrieb außerdem zusammen mit Drew Rose und Marc Star das Drehbuch. Erstmals wurde der Film am 23. Juni 2015 veröffentlicht.

## Nominierungen
| Jahr | Preis       | Kategorie                     | Für             |
| ---- | ----------- | ----------------------------- | --------------- |
| 2016 | AVN Award   | Best Non-Sex Performance      | James Bartholet |
| 2016 | AVN Award   | Best Screenplay: Parody       |                 |
| 2016 | AVN Award   | Best Parody                   |                 |
| 2016 | AVN Award   | Best Director: Parody         | Andre Madness   |
| 2016 | XBiz Awards | Best Actress – Parody Release | Luna Star       |
| 2016 | XRCO Award  | Best Parody: Comedy           |                 |